# 400 mètres masculin aux Jeux olympiques de 1896 (athlétisme)
Pour un article plus général, voir Athlétisme aux Jeux olympiques de 1896.
Navigation
Paris 1900
L'épreuve du 400 mètres masculin aux Jeux olympiques de 1896 s'est déroulée les 6 et 7 avril 1896 dans le Stade panathénaïque d'Athènes, en Grèce.  Elle est remportée par l'Américain Thomas Burke.

## Participants
Le rapport officiel ne mentionne que les deux premiers coureurs de la première série et le vainqueur de la seconde, et les sources sont parfois contradictoires sur d'éventuels autres participants. Il précise que 8 coureurs concourent dans chaque série, ce qui semble plutôt correspondre au nombre d'inscrits qu'aux coureurs ayant effectivement couru.
La base de données du CIO en liste 16, dont seulement 7 auraient réellement conconcuru.
La base de données de référence, olympedia, en liste 17, dont 10 n'auraient pas réellement concouru.
On en arrive donc à une participation réelle de 7 coureurs représentant 4 nations pour cette première édition du 400 m masculin :
- Allemagne (2) : Kurt Doerry et Fritz Hofmann
- États-Unis (2) : Thomas Burke et Herbert Jamison
- France (2) : Adolphe Grisel et Frantz Reichel
- Grande-Bretagne (1) : Charles Gmelin

Les coureurs inscrits mais qui sont présumés n'avoir pas concouru sont les suivants :
- Allemagne (1) : Friedrich Traun
- Australie (1) : Teddy Flack
- Chili (1) : Luis Subercaseaux[5]
- France (1) : Georges de la Nézière
- Grèce (1) : Konstantinos Mouratis
- Hongrie (2) : Nándor Dáni et Leonidasz Manno
- Grande-Bretagne (3) : Launceston Elliot, Grantley Goulding et George Marshall

Les deux meilleurs coureurs sur la distance à l'époque étaient probablement l'américain Thomas Burke, champion national du 400 m, et l'anglais Edgar Bedin, recordman (non officiel) du monde en 48.5 s. Ce dernier n'est pas présent à Athènes, car il a basculé dans le professionnalisme quelques mois auparavant. Burke est donc le clair favori de la course.

## Format de l'épreuve
Les athlètes sont répartis en deux séries de trois ou quatre coureurs. Les deux premiers coureurs de chaque série sont qualifiés pour la finale.

## Records
Avant cette compétition, le record du monde (non officiel) dans cette discipline était le suivant :
| Record du monde | 48.5 s (non officiel) | Edgar Bredin | Londres (GBR) | 25 septembre 1892 |

Le premier record olympique a été fixé dans cette compétition.
Dans la première série, Herbert Jamison a fixé un record olympique inaugural à 56.8 secondes, lequel sera battu le lendemain lors de la finale par Thomas Burke qui fixera le record à 54.2 secondes.
| Date         | Course  | Athlète               | Temps  | Notes |
| ------------ | ------- | --------------------- | ------ | ----- |
| 6 Avril 1896 | Série 1 | Herbert Jamison (USA) | 56.8 s | OR    |
| 7 Avril 1896 | Finale  | Thomas Burke (USA)    | 54.2 s | OR    |

## Médaillés
| Or           | Argent          | Bronze         |
| Thomas Burke | Herbert Jamison | Charles Gmelin |

## Résultats

### Séries (6 avril 1896)
Comme pour le 100 mètres, les deux séries sont remportées, assez aisément, par les deux concurrents américains.

#### Série 1
Herbert Jamison remporte sa série avec facilité, en profitant notamment du fait que son principal adversaire, Fritz Hofmann soit sanctionné de deux yards de pénalité pour faux départ, comme Adolphe Grisel. L'ordre d'arrivée entre Adolphe Grisel et Kurt Doerry n'est pas connu avec certitude, même si Bill Mallon place l'allemand troisième et le français quatrième.
| Rang | Athlète               | Pays            | Temps   | Notes | Qual. |
| ---- | --------------------- | --------------- | ------- | ----- | ----- |
| 1    | Herbert Jamison       | États-Unis      | 56 s 8  | OR    | Q     |
| 2    | Fritz Hofmann         | Allemagne       | 58 s 6  |       | Q     |
| 3–4  | Kurt Doerry           | Allemagne       | Inconnu |       |       |
| 3–4  | Adolphe Grisel        | France          | Inconnu |       |       |
| -    | Edwin Flack           | Australie       | DNS     |       |       |
| -    | George Marshall       | Grande-Bretagne | DNS     |       |       |
| -    | Konstantinos Mouratis | Grèce           | DNS     |       |       |
| -    | Luis Subercaseaux     | Chili           | DNS     |       |       |
| -    | Friedrich Traun       | Allemagne       | DNS     |       |       |

#### Série 2
Le favori de l'épreuve, Thomas Burke, l'emporte assez largement sur ses adversaires. Derrière lui, l'anglais Charles Gmelin parvient à devancer le français Frantz Reichel et à se qualifier pour la finale.
| Rang | Athlète               | Pays            | Temps        | Notes | Qual. |
| ---- | --------------------- | --------------- | ------------ | ----- | ----- |
| 1    | Thomas Burke          | États-Unis      | 58 s 4       |       | Q     |
| 2    | Charles Gmelin        | Grande-Bretagne | 1 min 00 s 5 |       | Q     |
| 3    | Frantz Reichel        | France          | 1 min 02 s 3 |       |       |
| -    | Nándor Dáni           | Hongrie         | DNS          |       |       |
| -    | Launceston Elliot     | Grande-Bretagne | DNS          |       |       |
| -    | Grantley Goulding     | Grande-Bretagne | DNS          |       |       |
| -    | Leonidasz Manno       | Hongrie         | DNS          |       |       |
| -    | Georges de la Nézière | France          | DNS          |       |       |

### Finale (7 avril 1896)
Cette finale fut remportée très facilement par le favori, Thomas Burke, qui en profite pour fixer le nouveau record olympique, en améliorant de plus de deux secondes le temps réalisé par Herbert Jamison dans les séries. Derrière lui, Jamison permet aux États-Unis de faire le doublé. Une quinzaine de mètres plus loin, pour la troisième place, très serrée, Charles Gmelin devance de peu Fritz Hofmann, ce qui peut être considéré comme une surprise, Hofmann étant une référence de la distance à l'échelle européenne et ayant réalisé dans les séries une bien meilleure performance que Gmelin.
| Rang                                | Athlète         | Pays            | Temps  | Notes |
| ----------------------------------- | --------------- | --------------- | ------ | ----- |
| Médaille d'or, Jeux olympiques      | Thomas Burke    | États-Unis      | 54 s 2 | OR    |
| Médaille d'argent, Jeux olympiques  | Herbert Jamison | États-Unis      | 55 s 2 |       |
| Médaille de bronze, Jeux olympiques | Charles Gmelin  | Grande-Bretagne | 56 s 7 |       |
| 4                                   | Fritz Hofmann   | Allemagne       | 56 s 7 |       |